# Терновська волость
Терновська волость — історична адміністративно-територіальна одиниця Донецького округу Області Війська Донського з центром у слободі Тернова.
Станом на 1873 рік складалася зі слободи та 2 селищ. Населення — 2765 осіб (1412 чоловічої статі та 1353 — жіночої), 414 дворових господарств і 41 окремий будинок.
Найбільші поселення волості:
- Тернова — слобода над річкою Калитва за 90 верст від окружної станиці та 9 верст від Ольховорозької поштової станції, 1219 осіб, 188 дворових господарств та 5 окремих будинків, у господарствах налічувалось 70 плугів, 172 коней, 280 пар волів, 2250 звичайних і 1000 тонкорунних овець;
- Ольховий Ріг — селище над річкою Калитва за 82 версти від окружної станиці, в селищі  — Ольховорозька поштова станція, 1361 особа, 198 дворових господарств та 16 окремих будинків, у господарствах налічувалось 95 плугів, 343 коней, 386 пар волів, 2662 вівці;
- Ніколаєвське — селище над річкою Калитва за 89 верст від окружної станиці та 8 верст від Ольховорозької поштової станції, 190 осіб, 28 дворових господарств, у господарствах налічувалось 17 плугів, 28 коней, 68 пар волів, 220 овець.

Старшинами волості були:
- 1904 року — селянин Козьма Омелянович Коломійцев[2];
- 1907 року — селянин Ілля Миколайович Морозов[3].
- 1912 року — В. М. Шарганов[4].